# Saint-Brieuc-des-Iffs
Ne doit pas être confondu avec Saint-Brieuc.
Saint-Brieuc-des-Iffs est une commune française située dans le département d'Ille-et-Vilaine en région Bretagne, peuplée de 323 habitants.

## Géographie

### Hydrographie
Pour un article plus général, voir Réseau hydrographique d'Ille-et-Vilaine.
La commune est située dans le bassin Loire-Bretagne. Elle n'est drainée par aucun cours d'eau,.

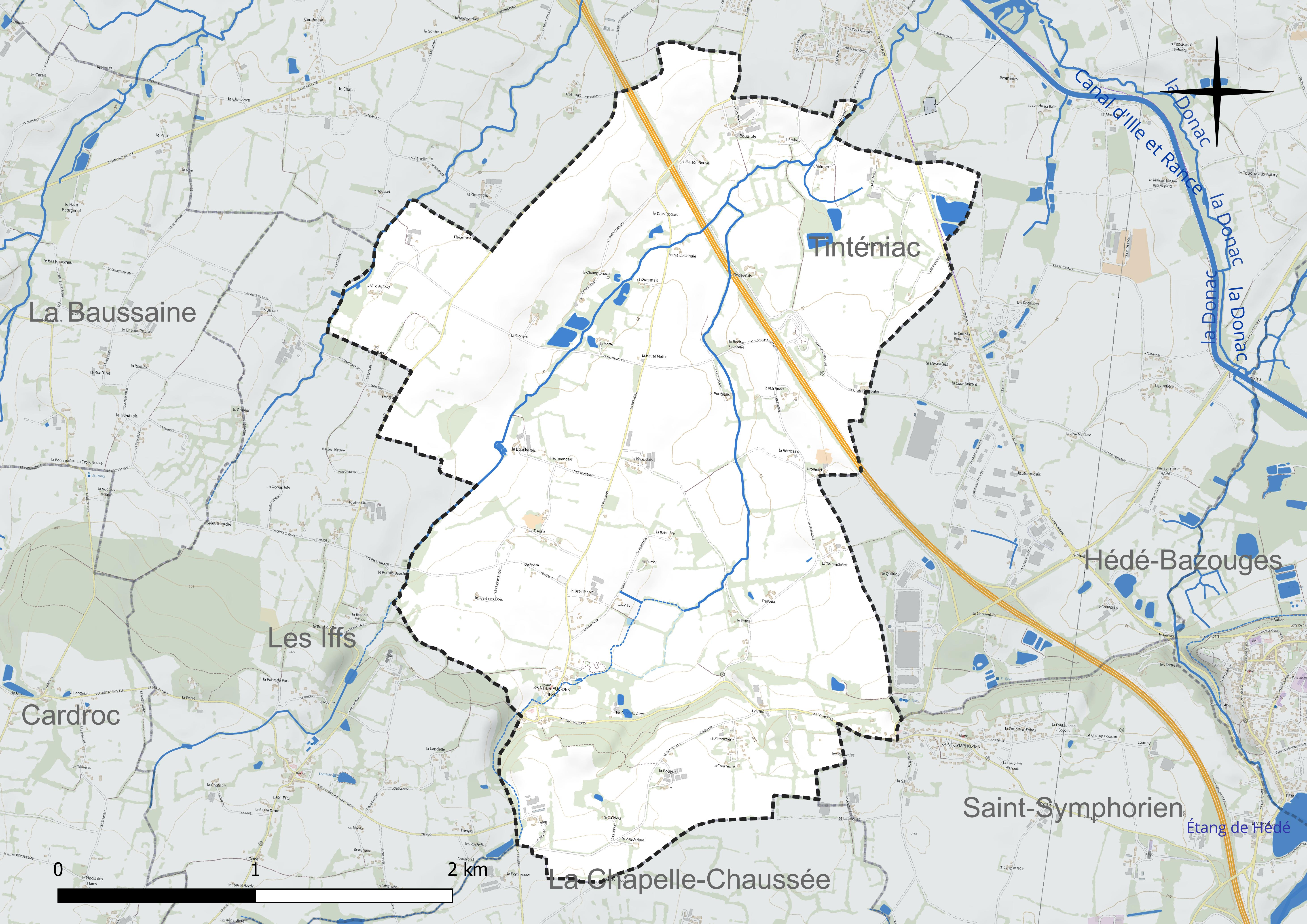
Réseau hydrographique de Saint-Brieuc-des-Iffs.

### Climat
Pour des articles plus généraux, voir Climat de la Bretagne et Climat d'Ille-et-Vilaine.
En 2010, le climat de la commune est de type climat océanique franc, selon une étude du CNRS s'appuyant sur une série de données couvrant la période 1971-2000. En 2020, Météo-France publie une typologie des climats de la France métropolitaine dans laquelle la commune est exposée à un climat océanique et est dans la région climatique  Bretagne orientale et méridionale, Pays nantais, Vendée, caractérisée par une faible pluviométrie en été et une bonne insolation. Parallèlement l'observatoire de l'environnement en Bretagne publie en 2020 un zonage climatique de la région Bretagne, s'appuyant sur des données de Météo-France de 2009. La commune est, selon ce zonage, dans la zone « Intérieur Est », avec des hivers frais, des étés chauds et des pluies modérées.  
Pour la période 1971-2000, la température annuelle moyenne est de 11,3 °C, avec une amplitude thermique annuelle de 12,7 °C. Le cumul annuel moyen de précipitations est de 789 mm, avec 12,4 jours de précipitations en janvier et 7,1 jours en juillet. Pour la période 1991-2020, la température moyenne annuelle observée sur la station météorologique la plus proche, située sur la commune du Quiou à 13 km à vol d'oiseau, est de 11,6 °C et le cumul annuel moyen de précipitations est de 757,4 mm,. Pour l'avenir, les paramètres climatiques de la commune estimés pour 2050 selon différents scénarios d'émission de gaz à effet de serre sont consultables sur un site dédié publié par Météo-France en novembre 2022.

## Urbanisme

### Typologie
Au 1er janvier 2024, Saint-Brieuc-des-Iffs est catégorisée commune rurale à habitat dispersé, selon la nouvelle grille communale de densité à sept niveaux définie par l'Insee en 2022.
Elle est située hors unité urbaine. Par ailleurs la commune fait partie de l'aire d'attraction de Rennes, dont elle est une commune de la couronne,. Cette aire, qui regroupe 183 communes, est catégorisée dans les aires de 700 000 habitants ou plus (hors Paris),.

### Localisation et communes limitrophes

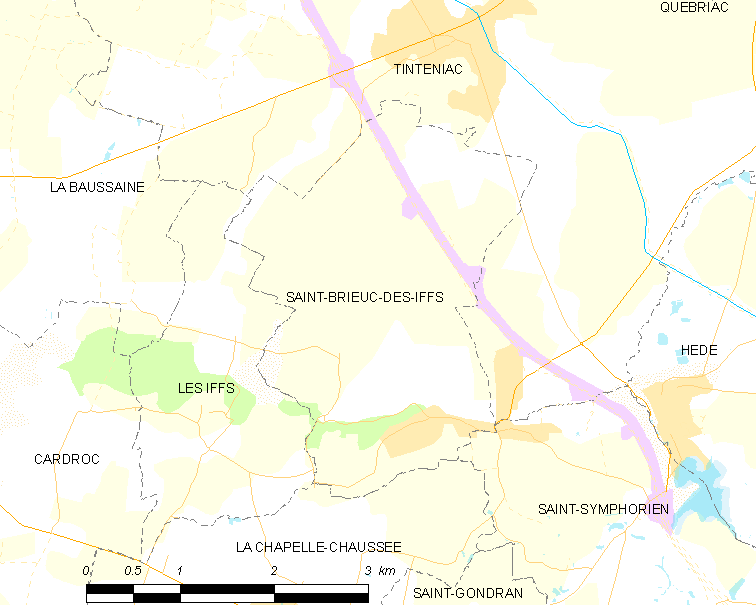
Carte de la commune de Saint-Brieuc-les-Iffs.

### Occupation des sols
L'occupation des sols de la commune, telle qu'elle ressort de la base de données européenne d'occupation biophysique des sols Corine Land Cover (CLC), est marquée par l'importance des territoires agricoles (90 % en 2018), une proportion sensiblement équivalente à celle de 1990 (90,1 %). La répartition détaillée en 2018 est la suivante : 
terres arables (66,8 %), zones agricoles hétérogènes (13,1 %), prairies (10,1 %), zones urbanisées (3,8 %), zones industrielles ou commerciales et réseaux de communication (3,6 %), forêts (2,6 %). L'évolution de l'occupation des sols de la commune et de ses infrastructures peut être observée sur les différentes représentations cartographiques du territoire : la carte de Cassini (XVIIIe siècle), la carte d'état-major (1820-1866) et les cartes ou photos aériennes de l'IGN pour la période actuelle (1950 à aujourd'hui).

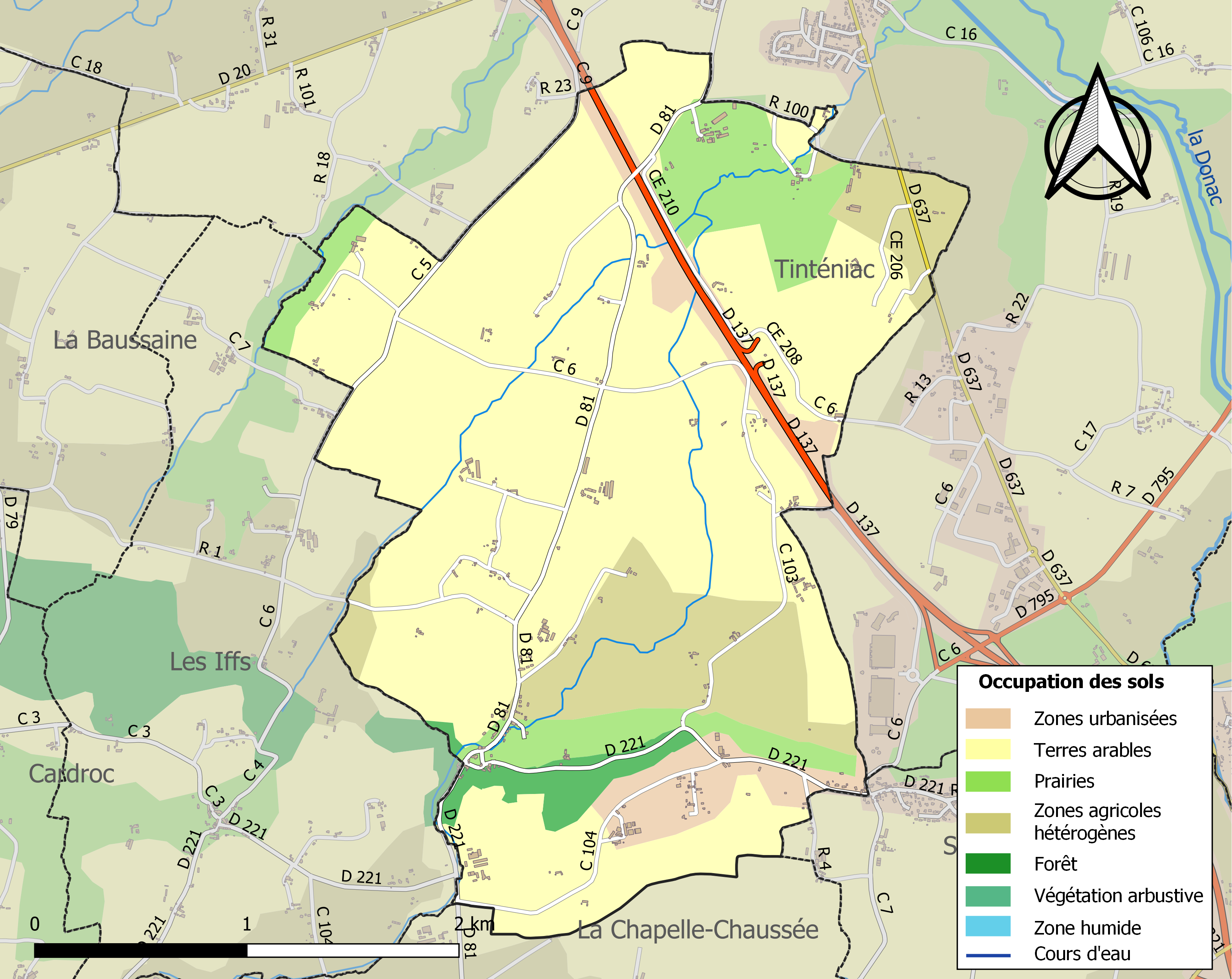
Carte des infrastructures et de l'occupation des sols de la commune en 2018 (CLC).

## Patrimoine naturel
- Ifs séculaires dans l'enclos de l'église (ancien cimetière).

## Toponymie
Le nom de la localité est attesté sous les formes ecclesia de sancto Brioceo en 1122, parochia Sancti Brioci au XIIe siècle ; ce nom fait référence à saint Brieuc, saint patron de la paroisse.
Les Iffs serait dû à la déformation de l'ancien français eveïs ou eaveïs « lieu où il y a de l'eau », « marécage », hérité du latin tardif aquaticum, lui-même dérivé de aqua « eau », dont un autre dérivé est le français évier.
Saint-Beuryeu en gallo.

## Histoire

### Préhistoire et Antiquité
Occupation à l'époque préceltique attestée par la découverte en 1891 d'un dépôt important d'objets datant de l'âge du bronze final (outils, bouterolles, etc.). Ce dépôt a servi à définir l'horizon de Saint-Brieuc-des-Iffs, qui marque le début de l'industrie du bronze du secteur atlantique.

### Moyen-Âge
La paroisse semble avoir été créée au XIe siècle, par démembrement de la paroisse primitive de Tinténiac. La paroisse de Saint-Brieuc et celle des Iffs furent réunies en une seule du début du XIIIe siècle à 1629. Saint-Brieuc-des-Iffs aurait autrefois porté le nom de Saint-Brieuc des Vaux, probablement en raison des vallées qui percent les collines de Bécherel sur son territoire en direction de La Chapelle-Chaussée et de Saint-Symphorien.

### LeXXesiècle

#### La Première Guerre mondiale
Le monument aux morts de Saint-Brieuc-des-Iffs porte les noms de 13 soldats morts pour la France pendant la Première Guerre mondiale.

#### La Seconde Guerre mondiale

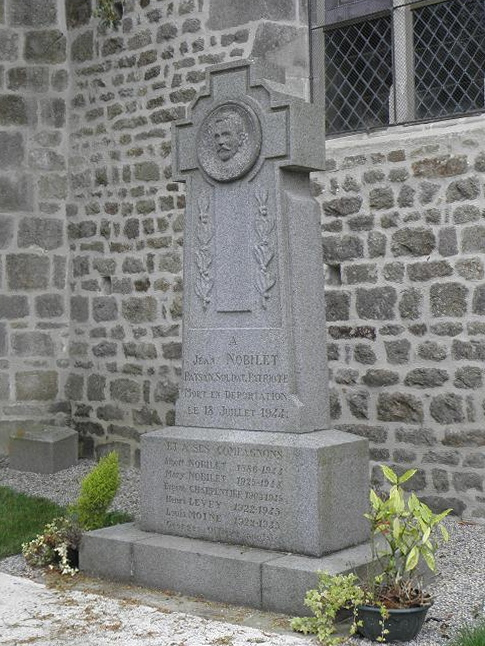
Stèle au chevet de l'église, à la mémoire de Jean Nobilet et ses compagnons, martyrs de la Résistance.

Jean Nobilet, qui s'était distingué dans l'infanterie coloniale pendant la Première Guerre mondiale, et qui s'était installé comme agriculteur dans la ferme de la Talmachère, hébergera en 1943 un officier anglais, "George", du réseau Buckmaster et accepta d'organiser un parachutage d'armes destinées aux maquis dans ses champs le 6 novembre 1943 ; les Allemands envahissent sa ferme le 27 novembre 1943 et arrêtent tous les hommes présents : Jean Nobilet, son frère Albert Nobilet,ses deux fils Mary et Jean Nobilet, et deux domestiques, Eugène Charpentier et Henri Levey, tous déportés et morts la plupart au camp de concentration de Mauthausen, sauf Henri Levey, décédé à Melk en Autriche ( à l'exception du fils Jean Nobilet, le seul revenu vivant), ainsi que "George" et Louis Moyne,son officier de liaison.
Le monument aux morts de Saint-Brieuc-des-Iffs porte les noms de 5 personnes mortes pour la France pendant la Seconde Guerre mondiale.

## Économie
Principalement fondée autrefois sur le textile, comme l'attestent l'existence de maisons de tisserands et de fours à chanvre, l'économie reposait au XIXe siècle sur l'agriculture, l'extraction de pierre (carrières, inexploitées depuis 1970) et le bois (scierie). Elle est aujourd'hui essentiellement agricole ou basée sur des emplois extérieurs à la commune.

## Politique et administration

### Rattachements administratifs et électoraux
Saint-Brieuc-des-Iffs appartient à l'arrondissement de Saint-Malo depuis 2017 et au canton de Combourg depuis le redécoupage cantonal de 2014. Avant cette date, elle faisait partie du canton de Bécherel.
Pour l'élection des députés, la commune fait partie depuis 1986 de la troisième circonscription d'Ille-et-Vilaine, représentée depuis février 2020 par Claudia Rouaux (PS-NFP). Auparavant, elle a successivement appartenu à la circonscription de Saint-Malo (Second Empire), la circonscription de Montfort (IIIe République) et la 1re circonscription (1958-1986).

### Intercommunalité
De 1990 jusqu'à sa dissolution, Saint-Brieuc-des-Iffs appartenait à la communauté de communes du Pays de Bécherel. Elle a rejoint la communauté de communes Bretagne Romantique le 1er janvier 2014.

### Administration municipale
Le nombre d'habitants au dernier recensement étant compris entre 100 et 499, le nombre de membres du conseil municipal est de 11.

### Liste des maires
| Période                                  | Période                   | Identité         | Étiquette | Qualité                                      |
| ---------------------------------------- | ------------------------- | ---------------- | --------- | -------------------------------------------- |
| Maire en 1949                            |                           | Louis Blaire     |           |                                              |
| mars 1959                                | juin 1995                 | Jean Henry       |           | Artisan-commerçant, maire honoraire (1995)   |
| juin 1995                                | mars 2014                 | Maryvonne Texier |           | Exploitante agricole, maire honoraire (2014) |
| mars 2014                                | En cours (au 26 mai 2020) | Rémi Couet       | SE        | Charpentier Réélu pour le mandat 2020-2026   |
| Les données manquantes sont à compléter. |                           |                  |           |                                              |

## Démographie
L'évolution du nombre d'habitants est connue à travers les recensements de la population effectués dans la commune depuis 1793. Pour les communes de moins de 10 000 habitants, une enquête de recensement portant sur toute la population est réalisée tous les cinq ans, les populations de référence des années intermédiaires étant quant à elles estimées par interpolation ou extrapolation. Pour la commune, le premier recensement exhaustif entrant dans le cadre du nouveau dispositif a été réalisé en 2004.

En 2022, la commune comptait 323 habitants, en évolution de −6,1 % par rapport à 2016 (Ille-et-Vilaine : +5,46 %, France hors Mayotte : +2,11 %).
| 1793 | 1800 | 1806 | 1821 | 1831 | 1836 | 1841 | 1846 | 1851 |
| ---- | ---- | ---- | ---- | ---- | ---- | ---- | ---- | ---- |
| 479  | 658  | 613  | 651  | 578  | 557  | 565  | 537  | 544  |

| 1856 | 1861 | 1866 | 1872 | 1876 | 1881 | 1886 | 1891 | 1896 |
| ---- | ---- | ---- | ---- | ---- | ---- | ---- | ---- | ---- |
| 541  | 552  | 570  | 553  | 547  | 555  | 522  | 537  | 504  |

| 1901 | 1906 | 1911 | 1921 | 1926 | 1931 | 1936 | 1946 | 1954 |
| ---- | ---- | ---- | ---- | ---- | ---- | ---- | ---- | ---- |
| 456  | 442  | 433  | 386  | 361  | 355  | 332  | 313  | 314  |

| 1962 | 1968 | 1975 | 1982 | 1990 | 1999 | 2004 | 2006 | 2009 |
| ---- | ---- | ---- | ---- | ---- | ---- | ---- | ---- | ---- |
| 280  | 258  | 257  | 279  | 288  | 296  | 352  | 352  | 361  |

| 2014 | 2019 | 2022 | - | - | - | - | - | - |
| ---- | ---- | ---- | - | - | - | - | - | - |
| 340  | 331  | 323  | - | - | - | - | - | - |

## Lieux et monuments

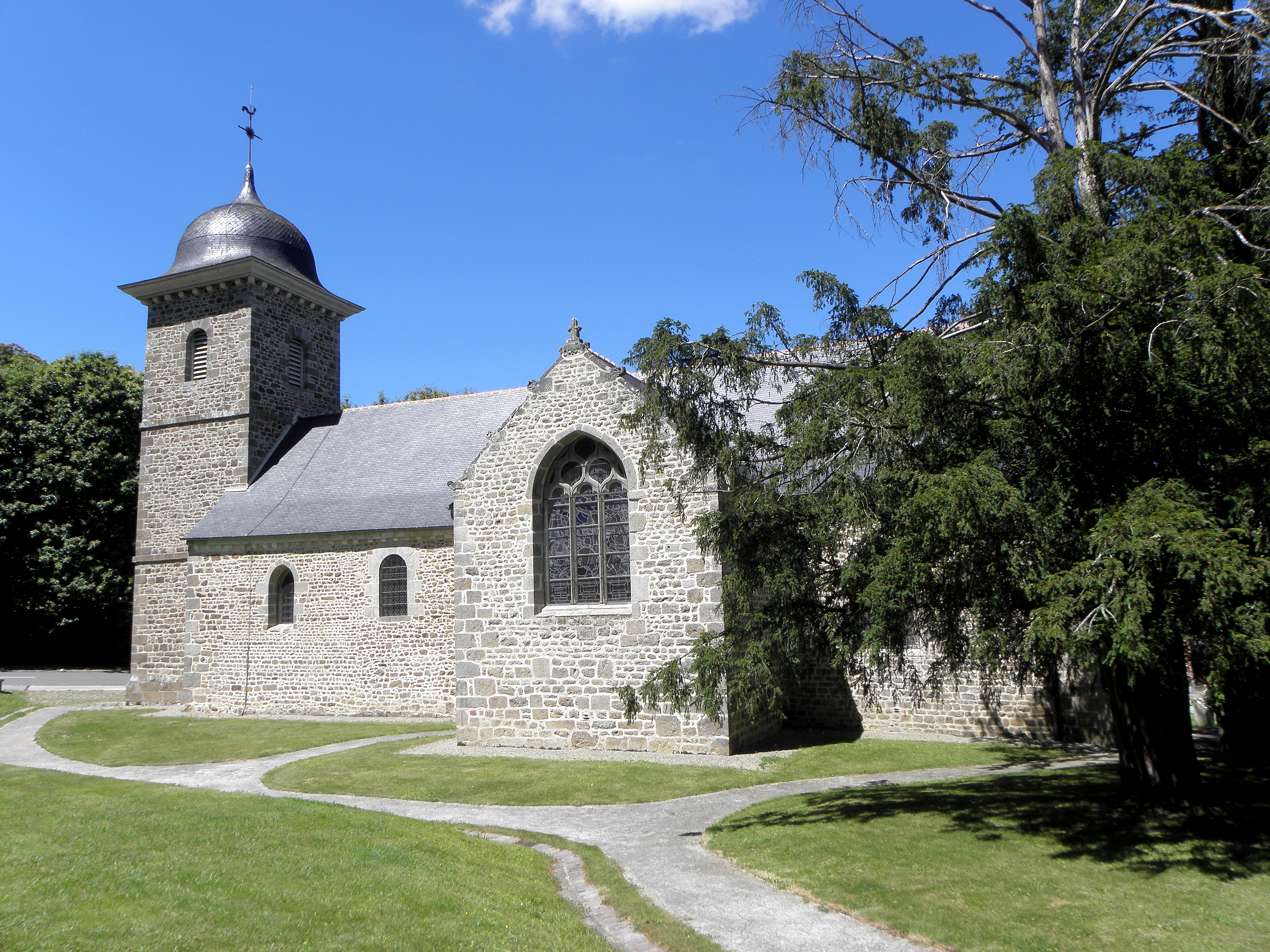
L'église paroissiale Saint-Brieuc.

- Église paroissiale Saint-Brieuc : bâtie en granite de Bécherel et en calcaire du Quiou[24]
- Détails[25]
  - Chaire en loupe d'orme de 1775[26]
  - Statues
- Vieilles croix de chemin :
  - Croix du Pas de la Haie[27]
  - Croix de l'Embour[28]
  - Croix de la Picais[29]
  - Croix du Breil Marin[30]
  - Croix du vieux presbytère
- Manoirs :
  - Ancien manoir de la Rivaudais, du quatrième quart du XVe siècle[31]
  - Ancien manoir de la Bougrais, avec chapelle intégrée[32]
  - Ancien manoir de Clairville
  - Ancien manoir de la Noë Mahé[33]
  - Ancien manoir de la Bécassais
  - Ancien manoir de la Talmachère
  - Ancien manoir de Lambourg
  - Ancien manoir de la Godelivais
  - Ancien manoir du Pas de la Haye
  - Ancien manoir de la Pontelais
  - Ancien manoir de Lessichère (vestige), four à pain
  - Ancien manoir de la Durantais
  - Ancien manoir de la Rabillère
  - Ancien manoir du Breil Marin
  - Ancien manoir de la Boscheraye
  - Ancien manoir de la Sifflais
- Fermes :
  - Ancienne ferme de l'Hormondais, en bauge
- Fours anciens :
  - Four à chanvre à étage de la Motte, en pisé
- Moulins :
  - Ancien moulin à eau de la Bougrais (ruines)
  - Ancien moulin à vent
- Monument à Jean Nobilet et ses compagnons, martyrs de la Résistance[34].

## Tourisme
Commune du Pays de Brocéliande